# Marguerite Gachet al piano
Marguerite Gachet al piano è un dipinto a olio su tela (102,6x50 cm) realizzato nel 1890 dal pittore Vincent van Gogh. È conservato nel Kunstmuseum di Basilea.
La pianista è Marguerite, la figlia del dottor Paul Gachet, amico del pittore. All'epoca aveva 21 anni. Il dipinto fu eseguito nella casa dei Gachet ad Auvers-sur-Oise